# BR-287
Pour les articles homonymes, voir Route 287.

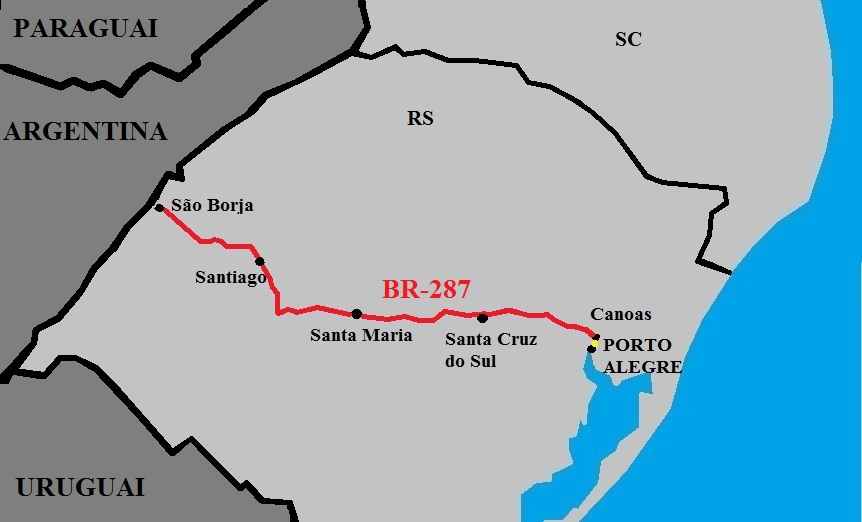
Tracé de la BR-287

La BR-287 est une route fédérale transversale de l'État du Rio Grande do Sul qui commence à Montenegro et s'achève à São Borja. Elle est en bon état sur tout son parcours. Elle comporte un tronçon sous concession de compagnies privées, entre Tabaí et Paraíso do Sul, district de Rincão da Porta - 147 km. Elle partage un morceau de 20 km avec la BR-153, entre Candelária et Novos Cabrais.
Elle dessert :
- Triunfo
- Tabaí
- Taquari
- Bom Retiro do Sul
- Venâncio Aires
- Passo do Sobrado
- Santa Cruz do Sul
- Vale do Sol
- Candelária
- Novo Cabrais
- Paraíso do Sul
- Agudo
- Restinga Seca
- Santa Maria
- São Pedro do Sul
- São Vicente do Sul
- Jaguari
- Santiago
- Unistalda
- Maçambara

Elle est longue de 537,3 km.

## Galerie

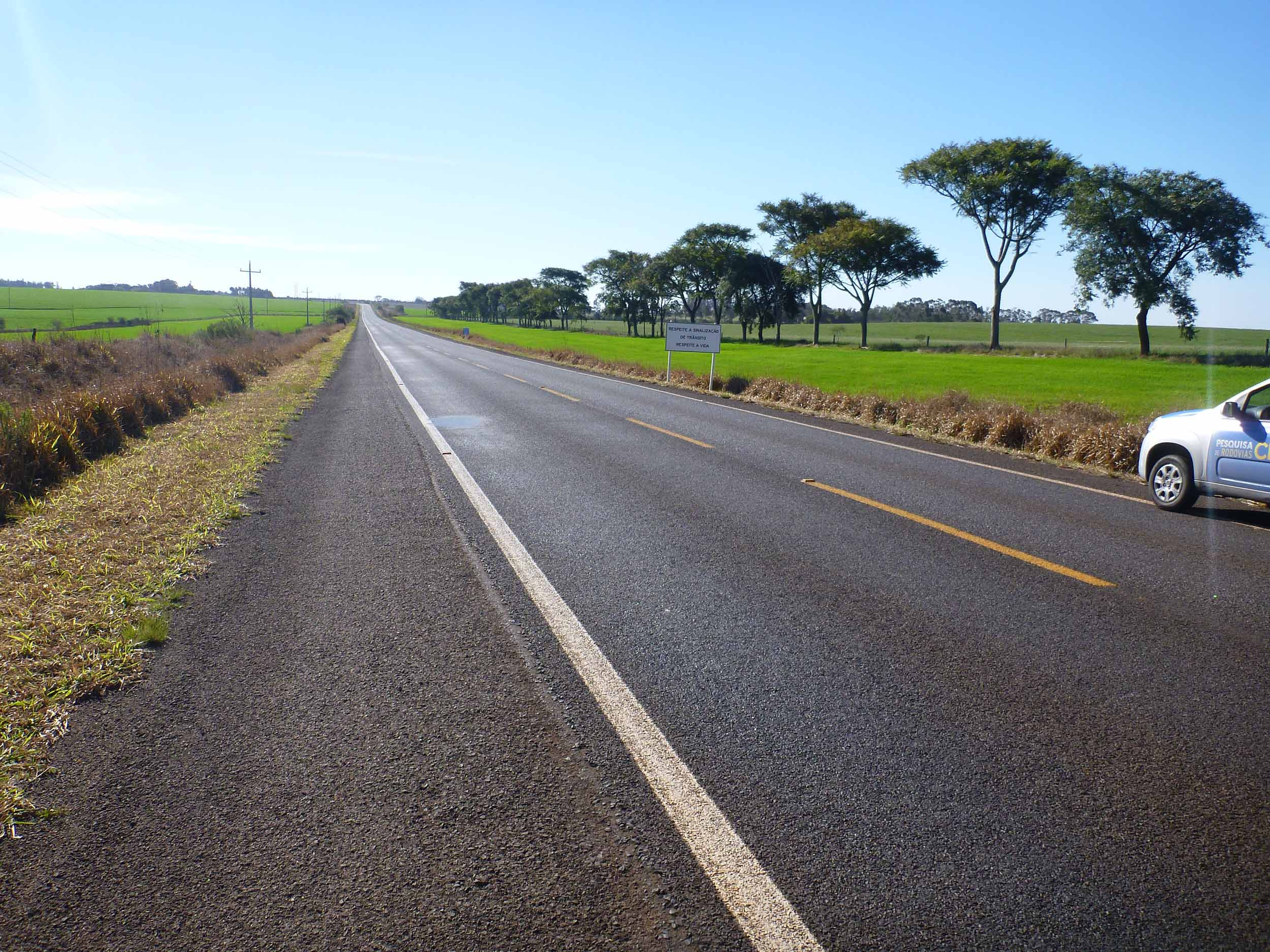
BR-287 à Rio Grande do Sul
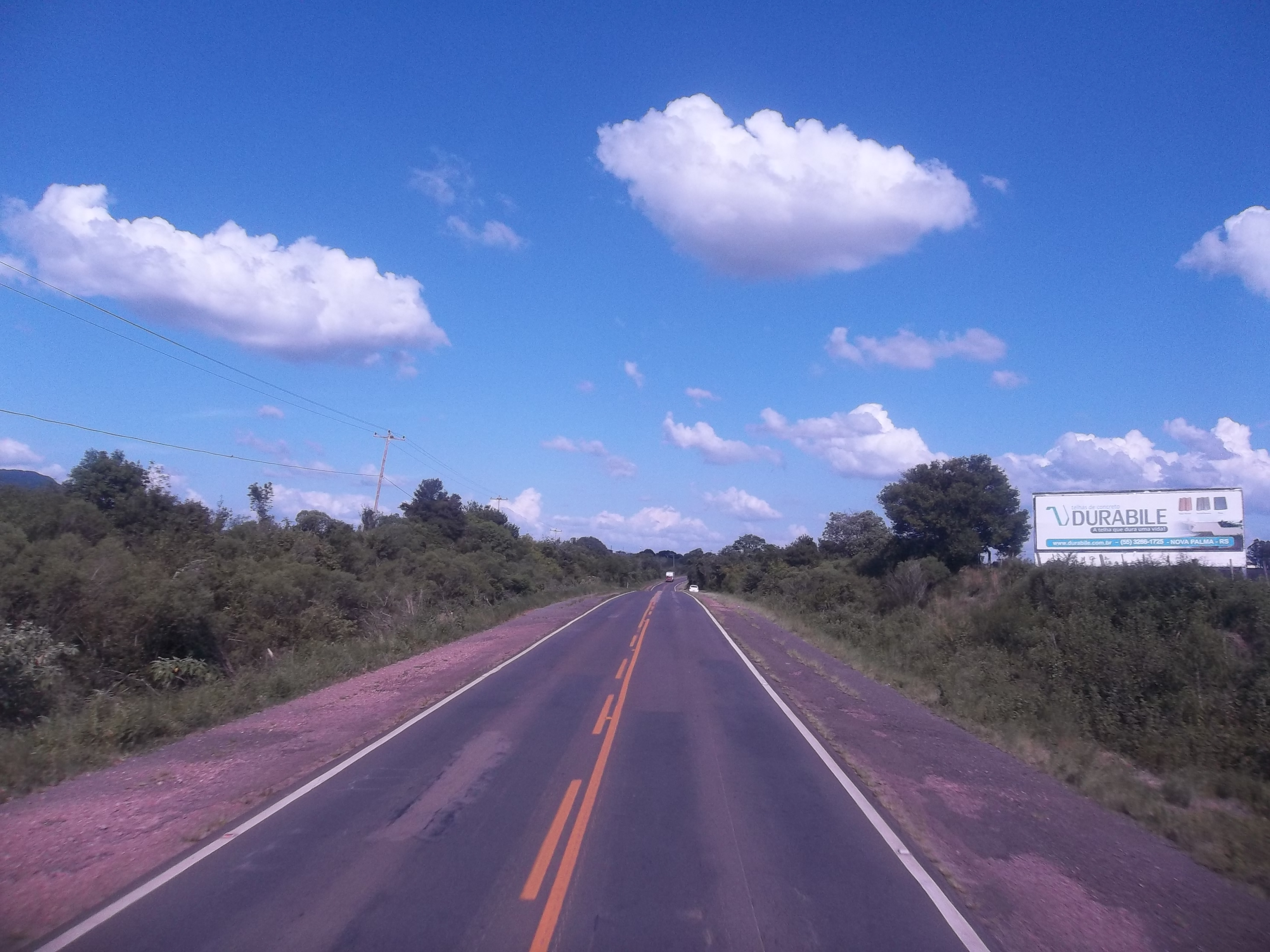
BR-287 à Santa Maria, Rio Grande do Sul
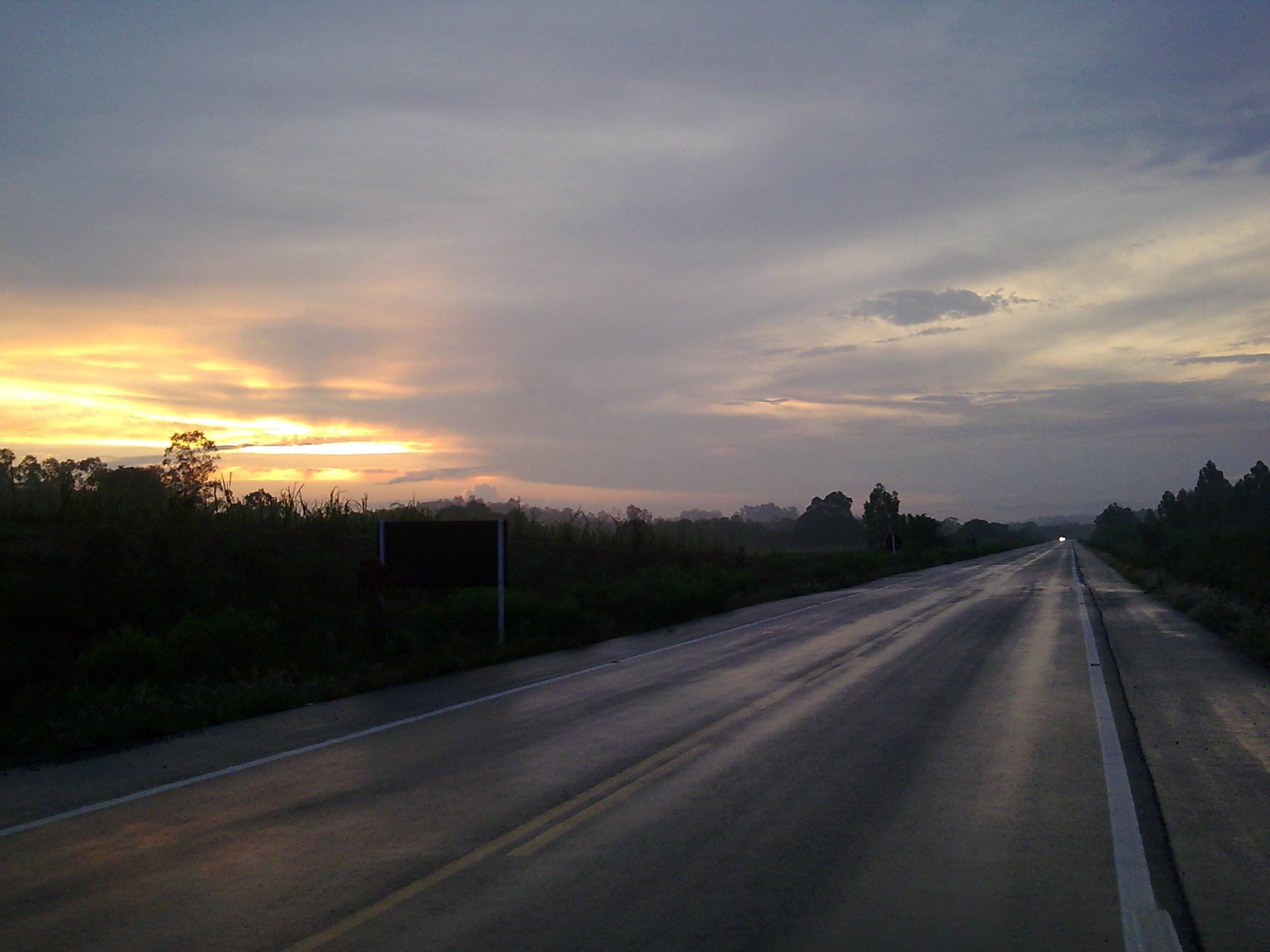
BR-287 à Vera Cruz, Rio Grande do Sul